# Muchu

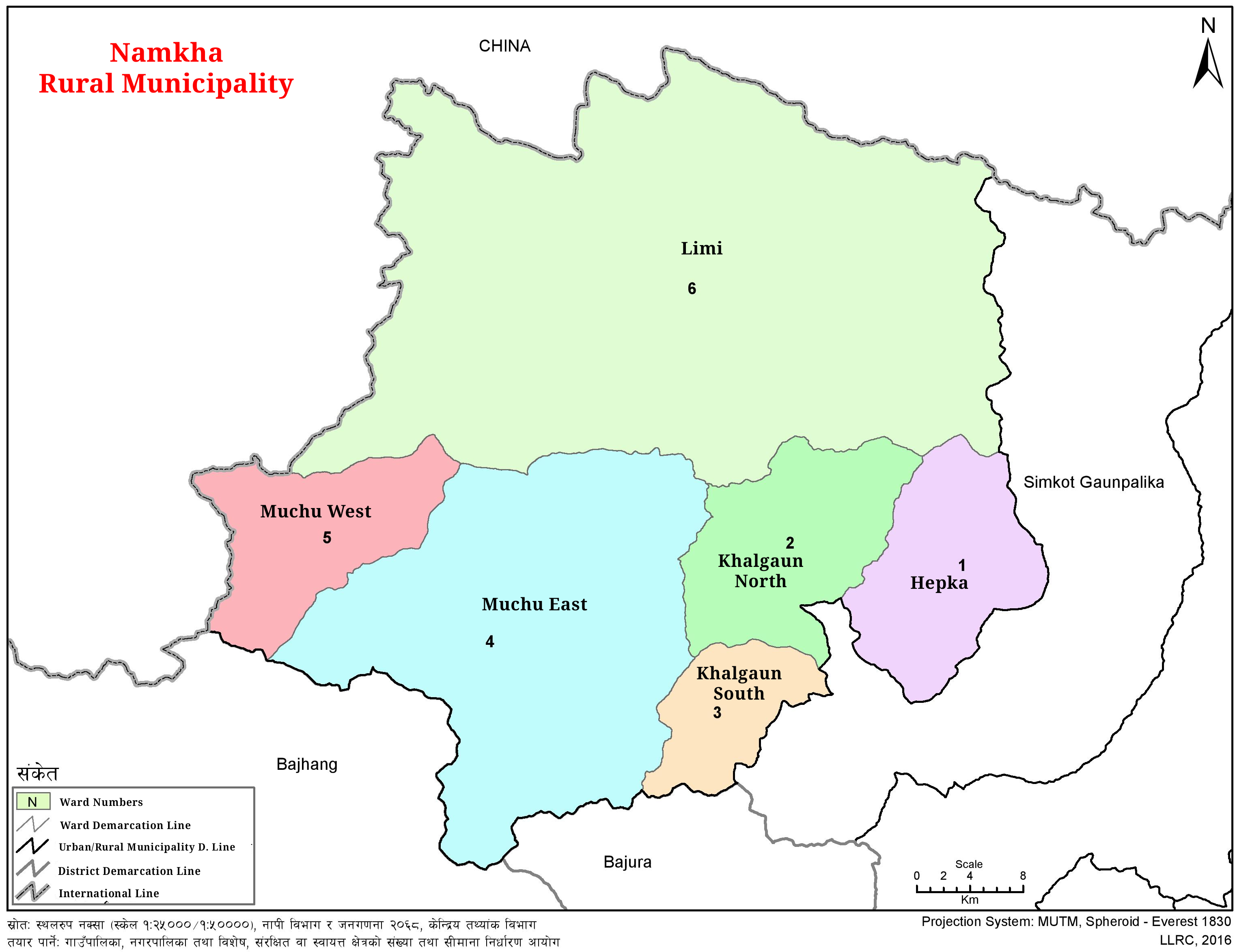
Municipio rural de Nankha.

Muchu es una aldea en el municipio rural de Namkha en el distrito de Humla en la provincia de Karnali en el noroeste de Nepal. Anteriormente, Muchu era un Comité de Desarrollo de la Aldea independiente que se fusionó con otras aldeas vecinas y se reestructuró como consejo rural de Namkha. Por tanto, Muchu se dividió en dos barrios (pabellones 4 y 5). En el momento del Censo de Nepal de 1991, tenía una población de 917 personas que vivían en 164 hogares individuales. y en el momento del censo de Nepal de 2011 tenía 916 personas.